# Sengoku Basara 4
Sengoku Basara 4 (戦国BASARA４) là phần chính thứ tư của dòng game Sengoku Basara được hãng Capcom phát triển và phát hành cho PlayStation 3. Trò chơi được phát hành tại Nhật Bản vào ngày 23 tháng 1 năm 2014. Bản mở rộng của trò chơi dành cho PlayStation 3 và PlayStation 4 có tên là Sengoku Basara 4 Sumeragi được phát hành tại Nhật Bản vào ngày 23 tháng 7 năm 2015.

## Lối chơi
Sengoku Basara 4 thuộc thể loại game hành động chặt chém. Người chơi chọn các nhân vật từ một đội hình đa dạng để đối đầu với toàn bộ chiến trường tràn ngập quân địch với các đồng minh của mình. Trò chơi tiếp cận đủ để bất kỳ người chơi nào cũng có thể nhảy vào hành động, nhưng thưởng cho người chơi bằng cách trộn lẫn tuyệt chiêu combo bằng cách cung cấp cho người chơi nhiều vàng hoặc sức mạnh hơn. Phần này giới thiệu các cơ chế mới cho dòng game trong khi vẫn giữ các cơ chế cũ hơn từ các phần trước đây. Phần chơi cốt truyện mới có tiêu đề là "Sengoku Creation", và là kiểu mẫu lối chơi chính trong game, đây là nơi diễn ra các câu chuyện của nhân vật qua hàng loạt trận đánh. Bề ngoài, chế độ này dường như là sự hợp nhất của các chế độ, "Story" và "Unification", lấy từ Sengoku Basara 3 Utage.
Mỗi nhân vật di chuyển với thanh analog. Chạm vào một hướng hai lần sẽ khiến nhân vật rơi vào trạng thái quyết chiến, sẽ kéo dài chừng nào người chơi giữ hướng và không bao giờ trở về trạng thái trung lập, trừ khi di chuyển hoặc bị đánh. Nhảy trong trạng thái này, ngay cả khi nó ngay lập tức sau khi lao, sẽ khiến nhân vật tiến xa hơn và nhanh hơn một bước nhảy bình thường sẽ đưa họ đi. Bằng cách nhấn L1 sẽ đỡ đòn từ phía đối phương. Điều này ngăn chặn thiệt hại miễn là nó không đột phá liên tục bị đánh hoặc chặn các động tác đặc biệt mạnh. Chặn ngay trước khi bị đánh sẽ thực hiện "Parry", gây sát thương và có khả năng làm choáng/hạ gục kẻ thù, cho phép kết hợp tuyệt chiêu combo liên tiếp. Binh lính địch và trùm cụ thể cũng có thể sử dụng tuyệt kỹ này. Bằng cách giữ L1 và nhấn vào một hướng, các nhân vật thực hiện một hoạt hình trốn tránh / cuộn bán bất khả chiến bại theo hướng người chơi điều khiển. Làm điều này với thời gian thích hợp có thể phá vỡ tư thế phòng thủ của địch và thậm chí bỏ qua các cuộc tấn công nhất định. Điểm mới đối với Sengoku Basara 4, thực hiện nó ở giây cuối cùng, tương tự như Parry, sẽ kích hoạt "Detect" có những hoạt cảnh khác nhau và thao tác người chơi xung quanh một đối thủ đang tấn công. Các tay trùm có thể sử dụng cùng một cách thức như người chơi.
Bằng cách nhấn và tiếp tục nhấn vuông, mỗi nhân vật thực hiện một chuỗi các cuộc tấn công cơ bản, thường được gọi là "S-String". Số lượng đòn đánh, cũng như các thuộc tính tiềm năng cho mỗi lần tấn công này, khác nhau tùy theo từng nhân vật, nhưng mỗi nhân vật có thể hủy bỏ bất kỳ một đòn đánh nào vào một trong nhiều động tác đặc biệt của mình. Những kỹ năng đặc biệt này đến từ một số đầu vào khác nhau. Mỗi nhân vật có một ràng buộc với sau đây; Tam giác, Hướng+Tam giác, R1, L1/Đỡ đòn+ Tam giác, L1/Đỡ đòn+Vuông (chỉ có trong bản 4 Sumeragi), và bằng cách giữ nút Vuông. Các tên thay đổi trên cơ sở mỗi nút bấm, cũng như những gì chúng thực sự làm và các thuộc tính của chúng, giống như S-String. Tùy thuộc vào nhân vật, một số động tác cũng có thể được thực hiện trên cao và cũng có thể có các hiệu ứng khác nhau khi sử dụng ở đó.
Mỗi nhân vật cũng có một kỹ năng 'Đặc biệt' được gắn với nút R2. Trong hai phần trước, người chơi sẽ chọn một trong ba kỹ năng trước khi chiến đấu. Mới đối với Sengoku Basara 4, giờ đây người chơi có thể chuyển đổi giữa chúng khi đang di chuyển bằng cách giữ L1 và nhấn R2. Tên của kỹ năng đặc biệt hiện đang được trang bị cũng được hiển thị trên HUD phía trên thanh sức khỏe của người chơi. Tuyệt kỹ Basara cũng tồn tại. Bằng cách nhấn Tròn khi cột Basara, được tìm thấy ngay bên dưới cột máu, nạp đầy, nhân vật sẽ thực hiện một chuỗi chuyển động và tấn công độc đáo. Tuyệt kỹ này, được gọi là Basara, rất lợi hại và có thể được sử dụng trong cả kịch bản giao tranh với đám đông hoặc đấu trùm. Người chơi lấp đầy cột Basara bằng cách đánh kẻ thù, giao chiến, thực hiện các chiêu combo dài, nhặt các vật phẩm làm đầy cột này bằng tay, chế nhạo hoặc bằng cách để nó nạp đầy thời gian khi cột máu gần cạn. Nhân vật hoàn toàn bất khả chiến bại trong quá trình di chuyển cho đến khi kết thúc. Các tướng địch không còn có quyền tiếp cận các chiêu thức này như trong phiên bản trước nhưng người chơi vẫn khó đánh bại chúng.
Một thanh trạng thái khác xuất hiện trên màn hình, Style Gauge, chỉ được lấp đầy bởi các combo và vật phẩm cụ thể, và tốc độ mà nó lấp đầy được tăng lên bởi mức độ lớn của combo của người chơi. Khi đầy, người chơi có thể nhấn L1+R1 và nhập vào Stylish Climax, chế độ tương tự Battle Drive hoặc Sengoku Boost được tìm thấy trong các tựa game trước. Khi hoạt động, thời gian chậm lại một chút và người chơi sẽ nhận được rất nhiều sức mạnh và tốc độ, khiến nó trở nên hữu ích ở nhiều nơi có thể. Như một phần thưởng, sử dụng Basara trong chế độ này sẽ biến nó thành Stylish Basara để tăng sức sát thương mạnh hơn. Lợi ích bổ sung của hệ thống chiến đấu đến từ cơ chế Dash và Evade. Một số nhân vật có thể hủy bỏ các tuyệt kỹ cụ thể với những cơ chế này, mặc dù hai trong số đó là một điều cụ thể khác, cho phép khả năng combo nhiều hơn trong các tình huống nhất định. Các nhân vật di chuyển chậm và có tuyệt chiêu combo không thân thiện trong các phần trước được hưởng lợi đặc biệt từ điều này, cho phép các chuỗi combo dài hơn nhiều thông qua việc sử dụng cơ chế này.

## Phát triển
Sau khi phát hành Sengoku Basara 3, đã tiến hành một số cuộc thảo luận nội bộ liên quan đến hướng đi của phần chính tiếp theo. Capcom tuyên bố rằng, "Vào mùa hè năm 2010, Kobayashi Hiroyuki, Yamamoto Makoto, và Nhóm Phát triển Sengoku Basara đã đổ tất cả vào Sengoku Basara 3, chiếm được cảm tình của nhiều người và trở thành cú hit lớn, bán được hơn 500.000 bản. Do đó, đã có những kỳ vọng rất lớn đối với Sengoku Basara 4, hiện đang tự hào về cấu trúc phát triển lớn hơn ba lần so với bản gốc." Quá trình phát triển game được bắt đầu vào ngày 14 tháng 2 năm 2012.
Trong một cuộc phỏng vấn với Kobayashi Hiroyuki, ông nói rằng, "Đội ngũ làm việc trong sê-ri Sengoku Basara rất nhỏ nhưng họ chỉ sắp sửa vượt qua." Ông cũng nói về bối cảnh lịch sử trong các phiên bản và sự hấp dẫn tiếp tục mà chúng dường như có đối với khán giả Nhật Bản. Kobayashi cũng nhận xét về nhiều cái gật đầu tinh tế đối với lịch sử đời thực mọc lên trong suốt dòng game.

## Đón nhận
Sengoku Basara 4 đã nhận được những lời đánh giá "nói chung là thuận lợi" từ giới phê bình và người tiêu dùng. Famitsu chấm cho game số điểm 9/9/9/8 trên tổng số 35/40 điểm, và trao "Giải Platinum". Media Create đưa tin rằng trò chơi đã bán được tổng cộng 176.313 bản trong tuần đầu tiên được bán tại Nhật Bản và là tựa game bán chạy nhất trong tuần. Trò chơi cũng được tường thuật là tựa game bán chạy nhất trong tuần tại cả chuỗi Tsutaya và trên PlayStation Network trong tuần đầu tiên được bán tại Nhật Bản, với dữ liệu doanh số chính xác chưa được báo cáo. Sengoku Basara 4 đã giành được giải thưởng "Future Award" tại Japan Game Awards 2013.
Nhằm tăng cường nhận thức về game, Capcom đã chọn mười cửa hàng game khác nhau trên khắp Nhật Bản để trưng bày 4 khung chữ X và cờ của Sengoku Basara 4. Điều này đã thu hút rất nhiều khách hàng đi qua, với họ sử dụng những cơ hội này để chụp ảnh với các nhân vật yêu thích của họ. Mười cửa hàng trò chơi này cũng cung cấp các sự kiện demo trong cửa hàng để đánh dấu việc phát hành trò chơi, thu hút hàng tấn khách hàng và người hâm mộ. Những người tham gia tại các sự kiện này sẽ có thể nhận được 4 chiếc túi Sengoku Basara 4 đặc biệt đã được tặng trong một vài sự kiện trong quá khứ. Các cửa hàng game trên khắp Nhật Bản cũng đã thu hút khách hàng và người hâm mộ bằng cách phát các đoạn phim từ trò chơi cùng với video mở đầu và video quảng cáo thứ tư ('PV4').

## Cộng tác
Ngày 2 tháng 12 năm 2013, một sự chứng thực đã được đưa ra từ dàn diễn viên của Sengoku Basara nói rằng người hâm mộ Nhật Bản thích trang Facebook tiếng Nhật của 47 Ronin hoặc theo dõi tài khoản Twitter của họ, sau đó đăng hoặc tweet về bộ phim 47 Ronin bằng cách sử dụng hashtag #RONIN_BASARA. Làm như vậy có thể dẫn đến việc người hâm mộ giành được một bản sao miễn phí của Sengoku Basara 4 cho PS3 hoặc một tấm poster 47 Ronin có chữ ký của dàn diễn viên trong phim. Mười người sẽ giành được một bản sao của Sengoku Basara 4 cho PS3, trong khi chỉ có một người sẽ nhận được một poster 47 Ronin có chữ ký của dàn diễn viên trong phim. Hạn chót là ngày 23 tháng 1 năm 2014. Điều này được thực hiện để quảng cáo và nâng cao mức độ phổ biến của 47 Ronin tại Nhật Bản.

## Sự kiện
Vào ngày 30 tháng 3 và ngày 31 tháng 3 năm 2013, lễ hội Basara Matsuri 2013 đã được tổ chức tại hội trường sumo Ryōgoku Kokugikan ở Tokyo, JapanNhật Bản. Vào cuối sự kiện cho mỗi màn trình diễn, Capcom sẽ công bố Sengoku Basara 4 cho PlayStation 3 với bản phát hành năm 2014 bằng cách hiển thị một đoạn teaser trailer cũng cho thấy hai hình bóng của hai nhân vật hoàn toàn mới (được tiết lộ sau đó là Shima Sakon và Shibata Katsuie). Sự kiện đã có 2 buổi biểu diễn. Một vào ngày 30 tháng 3 năm 2013 và một vào ngày 31 tháng 3 năm 2013. Mỗi buổi biểu diễn có 6.000 người tham dự cho tổng số 12.000 người tham dự. 12.000 vé đã được thực hiện cho sự kiện này với 6.000 cho buổi biểu diễn đầu tiên và 6.000 cho buổi biểu diễn thứ hai, và tất cả chúng đều được bán hết trước.

## Soundtrack
Ca khúc mở đầu chủ đề cho trò chơi cơ bản là "Count ZERO" của T.M.Revolution, và ca khúc kết thúc chủ đề là "Runners high" của Scandal. Ca khúc mở đầu chủ đề cho bản complete edition là "DOUBLE-DEAL" của T.M.Revolution, và ca khúc kết thúc chủ đề là "Heavenly Blue" của Ishikawa Chiaki. Soundtrack gốc của trò chơi được viết bởi Maeba Hiromitsu, Kondoh Rei, Ishi Masayoshi, Aoki Masahiro, Kato Azusa, Hatade Yasutaka, Okubo Satoshi và Sakurai Sara, và được phát hành tại Nhật Bản vào ngày 29 tháng 1 năm 2014.